# Cheraw
Los cheraw (también llamados Charaw, Charraw, Sara, Saraw, Saura, Suali, Sualy, Xualla, o Xuala), fueron una tribu de amerindios de lengua siux encontrados por primera vez por Hernando de Soto en 1540 y dados por desaparecidos a partir del año 1768. No se conoce el nombre por el cual se hacían llamar, pero los Cherokee les llamaban ani-suwa'ii y los Catawba se referían a ellos como sara ("lugar de hierbas altas"). Los españoles y portugueses les llamaban Xuala (o Xualla), mientras que los colonos ingleses les aplicaban nombres diferentes (Saraw, Saura, Suali, Sualy, Charaw, etc.).
Posiblemente procedían en origen del noroeste de Carolina del Sur, en los actuales condados de Pickens y Oconee, antes de que en 1540 De Soto los encontrara en territorio de los actuales condados de Henderson, Polk y Rutherford County, todos ellos en Carolina del Norte. En 1600, posiblemente sumaban unas 1.200 personas. Hacia 1672, se habrían trasladado a la región del condado de Stokes, en Carolina del Norte, en la zona de las Montañas Saura y de la ciudad de Sauratown. Antes de 1700, se trasladaron a la actual Danville, Virginia. En 1710, debido a los ataques de los iroqueses, fueron al sureste y se juntaron a la tribu Keyauwee. Tras la guerra Yamasee en 1716, volvieron a trasladarse, esta vez al actual condado de Chesterfield, en el noreste de Carolina del Sur, en donde se encuentra la ciudad de Cheraw, cuyo nombre deriva de esta tribu. Debido a que siguieron siendo atacados por los Iroqueses, se incorporaron a los Catawba entre 1726 y 1739. Las últimas referencias conocidas sobre ellos son de 1768, todavía con los Catawba, y totalizando únicamente unas 50 o 60 personas.